# Johannes Pernet
Johannes Pernet, Jean Pernet, auch Johann Pernet, (* 18. Dezember 1845 in Bern; † 15. Februar 1902 in Zürich) war ein Schweizer Physiker. 
Er hatte Bürgerrecht in Ormont-Dessus und gehörte der reformierten Kirche an. Sein Vater Jean Samuel Pernet war Lehrer. Pernet studierte Mathematik, Physik, Astronomie und Meteorologie an der Universität Bern. 1866 wurde er Assistent von Heinrich Wild, mit dem er 1869 am Physikalischen Zentralobservatorium in Sankt Petersburg war. Er blieb dort bis 1872 und studierte außerdem 1868 und 1872/73 an der Universität Königsberg bei dem theoretischen Physiker und einem der Begründer der Königsberger Schule der theoretischen Physik Franz Ernst Neumann. 1874 wurde er Assistent an der Universität Breslau, an der er 1875 promoviert wurde, sich 1876 habilitierte und Privatdozent war. Von 1877 bis 1885 war er am Internationalen Büro für Maß und Gewicht in Paris. Ab 1885 war er an der Normal-Eichungskommission in Berlin und ab 1887 an der neu gegründeten Physikalisch-Technischen Reichsanstalt. 1886 habilitierte er sich ein zweites Mal an der Universität Berlin. Von 1890 bis 1902 war er Professor für Experimentalphysik an der ETH Zürich (damals Polytechnikum).
Er verbesserte die Messung von Luftdruck und Temperatur und war Gründer der Feinmechanikerschule am Technikum Winterthur.
Zu seinen Schülern am Polytechnikum in Zürich zählte Albert Einstein im Physikalischen Anfängerpraktikum. Allerdings kam es zu Spannungen zwischen Einstein und Pernet, da Einstein das Praktikum häufig schwänzte und deshalb 1899 einen Verweis wegen Unfleiß erhielt und von Pernet am Ende die schlechteste Note (eine Eins). Pernet fragte ihn, warum er nicht lieber Medizin, Jura oder Philologie studieren wolle statt Physik, worauf Einstein erwiderte, dass ihm dazu erst Recht die Begabung fehlen würde.
1899 wurde er Ehrenmitglied der Deutschen Gesellschaft für Mechanik und Optik.
1877 heiratete er die Breslauerin Pauline Häusler.
Er war Mitarbeiter am von Adolf Winkelmann herausgegebenen  Handbuch der Physik (Artikel Thermometrie mit Winkelmann).

## Schriften (Auswahl)
- Beiträge zur Thermometrie. 1. Ueber die Nullpuncts-Depressionen der Normal-Thermometer. München 1875. (Diss. phil. Breslau).
- mit Wilhelm Jaeger, Ernst Gumlich: Thermometrische Arbeiten betreffend die Herstellung und Untersuchung der Quecksilber-Normalthermometer. Springer, Berlin 1894. (Wissenschaftliche Abhandlungen der Physikalisch-Technischen Reichsanstalt; 1).